# Movistar Open 2001 - Qualificazioni singolare
Le qualificazioni del singolare  del Movistar Open 2001 sono state un torneo di tennis preliminare per accedere alla fase finale della manifestazione. I vincitori dell'ultimo turno sono entrati di diritto nel tabellone principale. In caso di ritiro di uno o più giocatori aventi diritto a questi sono subentrati i lucky loser, ossia i giocatori che hanno perso nell'ultimo turno ma che avevano una classifica più alta rispetto agli altri partecipanti che avevano comunque perso nel turno finale.
Le qualificazioni del torneo Movistar Open 2001 prevedevano 32 partecipanti di cui 4 sono entrati nel tabellone principale.

## Teste di serie
1. Galo Blanco (Qualificato)
2. Emilio Benfele Álvarez (ultimo turno)
3. Markus Hipfl (primo turno)
4. Oscar Serrano-Gamez (secondo turno)

1. Luis Horna (secondo turno)
2. Diego Moyano (primo turno)
3. Martín Rodríguez (primo turno)
4. Marcelo Charpentier (secondo turno)

## Qualificati
1. Galo Blanco
2. David Nalbandian

1. Patricio Arquez
2. Feliciano López

## Tabellone

### Legenda
| - Q = Qualificato - WC = Wild card - LL = Lucky loser | - ALT = Alternate - SE = Special Exempt - PR = Protected Ranking | - w/o = Walkover - r = Ritirato - d = Squalificato |

### Sezione 1
|  | Primo turno      | Primo turno      | Primo turno      | Primo turno | Primo turno |  |  | Secondo turno | Secondo turno  | Secondo turno  | Secondo turno  | Secondo turno  |   |   | Ultimo turno | Ultimo turno | Ultimo turno | Ultimo turno | Ultimo turno |  |
|  |                  |                  |                  |             |             |  |  |               |                |                |                |                |   |   |              |              |              |              |              |  |
|  | 1                | Galo Blanco      | Galo Blanco      | 6           | 7           |  |  |               |                |                |                |                |   |   |              |              |              |              |              |  |
|  |                  | Sebastián Prieto | Sebastián Prieto | 3           | 68          |  |  | 1             | Galo Blanco    | Galo Blanco    | 6              | 6              |   |   |              |              |              |              |              |  |
|  | Mariano Hood     | Mariano Hood     | Mariano Hood     | 6           | 6           |  |  |               | Mariano Hood   | Mariano Hood   | 3              | 3              |   |   |              |              |              |              |              |  |
|  | Álex López Morón | Álex López Morón | Álex López Morón | 2           | 4           |  |  |               |                |                |                |                |   |   | 1            | Galo Blanco  | Galo Blanco  | 7            | 6            |  |
|  | Sergio Roitman   | Sergio Roitman   | Sergio Roitman   | 6           | 6           |  |  |               |                |                | Sergio Roitman | Sergio Roitman | 5 | 1 |              |              |              |              |              |  |
|  | Eduardo Frick    | Eduardo Frick    | Eduardo Frick    | 3           | 4           |  |  |               | Sergio Roitman | Sergio Roitman | 7              | 6              |   |   |              |              |              |              |              |  |
|  | 5                | Luis Horna       | 2                | 6           | 6           |  |  | 5             | Luis Horna     | Luis Horna     | 64             | 4              |   |   |              |              |              |              |              |  |
|  |                  | Nicolas Coutelot | 6                | 2           | 1           |  |  |               |                |                |                |                |   |   |              |              |              |              |              |  |

### Sezione 2
|  | Primo turno        | Primo turno            | Primo turno        | Primo turno | Primo turno |  |  | Secondo turno      | Secondo turno          | Secondo turno          | Secondo turno    | Secondo turno |   |   | Ultimo turno | Ultimo turno           | Ultimo turno | Ultimo turno | Ultimo turno |  |
|  |                    |                        |                    |             |             |  |  |                    |                        |                        |                  |               |   |   |              |                        |              |              |              |  |
|  | 2                  | Emilio Benfele Álvarez | 6                  | 3           | 6           |  |  |                    |                        |                        |                  |               |   |   |              |                        |              |              |              |  |
|  |                    | Solon Peppas           | 0                  | 6           | 4           |  |  | 2                  | Emilio Benfele Álvarez | Emilio Benfele Álvarez | 7                | 6             |   |   |              |                        |              |              |              |  |
|  | Mariano Delfino    | Mariano Delfino        | Mariano Delfino    | 6           | 6           |  |  |                    | Mariano Delfino        | Mariano Delfino        | 5                | 4             |   |   |              |                        |              |              |              |  |
|  | Miguel Miranda     | Miguel Miranda         | Miguel Miranda     | 4           | 0           |  |  |                    |                        |                        |                  |               |   |   | 2            | Emilio Benfele Álvarez | 1            | 7            | 3            |  |
|  | Paul-Henri Mathieu | Paul-Henri Mathieu     | Paul-Henri Mathieu | 6           | 6           |  |  |                    |                        |                        | David Nalbandian | 6             | 5 | 6 |              |                        |              |              |              |  |
|  | Hermes Gamonal     | Hermes Gamonal         | Hermes Gamonal     | 2           | 0           |  |  | Paul-Henri Mathieu | Paul-Henri Mathieu     | Paul-Henri Mathieu     | 4                | 2             |   |   |              |                        |              |              |              |  |
|  |                    | David Nalbandian       | David Nalbandian   | 6           | 7           |  |  | David Nalbandian   | David Nalbandian       | David Nalbandian       | 6                | 6             |   |   |              |                        |              |              |              |  |
|  | 7                  | Martín Rodríguez       | Martín Rodríguez   | 3           | 5           |  |  |                    |                        |                        |                  |               |   |   |              |                        |              |              |              |  |

### Sezione 3
|  | Primo turno     | Primo turno         | Primo turno         | Primo turno | Primo turno |  |  | Secondo turno | Secondo turno       | Secondo turno   | Secondo turno   | Secondo turno |   |   | Ultimo turno | Ultimo turno | Ultimo turno | Ultimo turno | Ultimo turno |  |
|  |                 |                     |                     |             |             |  |  |               |                     |                 |                 |               |   |   |              |              |              |              |              |  |
|  |                 | Hugo Armando        | Hugo Armando        | 7           | 7           |  |  |               |                     |                 |                 |               |   |   |              |              |              |              |              |  |
|  | 3               | Markus Hipfl        | Markus Hipfl        | 63          | 5           |  |  | Hugo Armando  | Hugo Armando        | Hugo Armando    | 6               | 7             |   |   |              |              |              |              |              |  |
|  | Felipe Parada   | Felipe Parada       | Felipe Parada       | 7           | 6           |  |  | Felipe Parada | Felipe Parada       | Felipe Parada   | 3               | 64            |   |   |              |              |              |              |              |  |
|  | Phillip Harboe  | Phillip Harboe      | Phillip Harboe      | 5           | 4           |  |  |               |                     |                 |                 |               |   |   | Hugo Armando | Hugo Armando | 7            | 3            | 3            |  |
|  | Patricio Arquez | Patricio Arquez     | Patricio Arquez     | 6           | 6           |  |  |               |                     | Patricio Arquez | Patricio Arquez | 65            | 6 | 6 |              |              |              |              |              |  |
|  | Jaime Fillol    | Jaime Fillol        | Jaime Fillol        | 0           | 3           |  |  |               | Patricio Arquez     | 1               | 6               | 6             |   |   |              |              |              |              |              |  |
|  | 8               | Marcelo Charpentier | Marcelo Charpentier | 7           | 7           |  |  | 8             | Marcelo Charpentier | 6               | 3               | 3             |   |   |              |              |              |              |              |  |
|  |                 | Juan-Felipe Yanez   | Juan-Felipe Yanez   | 64          | 65          |  |  |               |                     |                 |                 |               |   |   |              |              |              |              |              |  |

### Sezione 4
|  | Primo turno       | Primo turno         | Primo turno       | Primo turno | Primo turno |  |  | Secondo turno   | Secondo turno       | Secondo turno       | Secondo turno   | Secondo turno |   |   | Ultimo turno    | Ultimo turno    | Ultimo turno | Ultimo turno | Ultimo turno |  |
|  |                   |                     |                   |             |             |  |  |                 |                     |                     |                 |               |   |   |                 |                 |              |              |              |  |
|  | 4                 | Oscar Serrano-Gamez | 2                 | 7           | 6           |  |  |                 |                     |                     |                 |               |   |   |                 |                 |              |              |              |  |
|  |                   | Gastón Etlis        | 6                 | 5           | 2           |  |  | 4               | Oscar Serrano-Gamez | Oscar Serrano-Gamez | 4               | 65            |   |   |                 |                 |              |              |              |  |
|  | Feliciano López   | Feliciano López     | Feliciano López   | 7           | 6           |  |  |                 | Feliciano López     | Feliciano López     | 6               | 7             |   |   |                 |                 |              |              |              |  |
|  | Guillermo Cañas   | Guillermo Cañas     | Guillermo Cañas   | 64          | 4           |  |  |                 |                     |                     |                 |               |   |   | Feliciano López | Feliciano López | 7            | 4            | 6            |  |
|  | Diego Veronelli   | Diego Veronelli     | Diego Veronelli   | 6           | 6           |  |  |                 |                     | Diego Veronelli     | Diego Veronelli | 68            | 6 | 3 |                 |                 |              |              |              |  |
|  | Francisco Cabello | Francisco Cabello   | Francisco Cabello | 3           | 2           |  |  | Diego Veronelli | Diego Veronelli     | Diego Veronelli     | 6               | 6             |   |   |                 |                 |              |              |              |  |
|  |                   | Paul Capdeville     | Paul Capdeville   | 6           | 6           |  |  | Paul Capdeville | Paul Capdeville     | Paul Capdeville     | 1               | 0             |   |   |                 |                 |              |              |              |  |
|  | 6                 | Diego Moyano        | Diego Moyano      | 4           | 1           |  |  |                 |                     |                     |                 |               |   |   |                 |                 |              |              |              |  |